# Oasis, Mexiko
Oasis är en ort i Mexiko.   Den ligger i kommunen Veracruz och delstaten Veracruz, i den sydöstra delen av landet, 300 km öster om huvudstaden Mexico City. Oasis ligger 41 meter över havet och antalet invånare är 3 325.
Terrängen runt Oasis är platt, och sluttar österut. Runt Oasis är det mycket tätbefolkat, med 1 221 invånare per kvadratkilometer. Närmaste större samhälle är Veracruz, 8,3 km öster om Oasis. Runt Oasis är det i huvudsak tätbebyggt.